# Їржі Допіта
Їржі Допіта (чеськ. Jiří Dopita; нар. 2 грудня 1968, Шумперк, Чехословаччина) — чеський хокеїст, центральний нападник. Олімпійський чемпіон.

## Клубна кар'єра
В елітній лізі чемпіонатів Чехословаччини і Чехії виступав з 1990 по 2011 рік (з перервами). Захищав кольори клубів «Дукла» (Їглава), «Оломоуць», «Словнафт» (Всетін), «Пардубице», «Орли» (Зноймо) і «Комета» (Брно). Сім разів здобував перемоги в чемпіонатах Чехії. По одному разу в складі «Оломоуць» і «Пардубиці», а п'ять — із командою «Словнафт» (Всетін). У 2001 році отримав «Золоту ключку» — щорічну нагороду найкращому хокеїсту Чехії. Чотири рази визнавався найкращим гравцем чеської екстраліги (1997, 1998, 1999, 2001). У сезонах 1996/97 і 1999/00 забивав найбільше голів у чемпіонаті (обидва рази по тридцять). Всього в лізі провів 890 матчів (338 забитих голів і 450 результативних передач). Три сезони виступав за німецький «Айсберен Берлін» (1993–1996).
Двічі фігурував на драфтах новачків Національної хокейної ліги. В 1992 році був обраний у шостому раунді клубом «Бостон Брюїнс», а через шість років — «Нью-Йорк Айлендерсом». У найсильнішій лізі світового хокею дебютував 2001 року. По одному сезону захищав кольори клубів «Філадельфія Флаєрс» і «Едмонтон Ойлерс». У регулярних чемпіонатах НХЛ провів 73 матчі (12 голів і 21 результативна передача).

## Виступи у збірних
За збірну Чехословаччини в 1992 році провів десять матчів (чотири закинуті шайби).
За збірну Чехії виступав з 1994 по 2004 рік. Захищав кольори національної команди на двох хокейних турнірах Олімпійських ігор (1998, 2002). У Нагано його команда була найсильнішою. Виступав на кубках світу 1996 і 2004 (провів 7 матчів).
Учасник восьми чемпіонатів світу: 1994, 1995, 1996, 1997, 1998, 2000, 2004. Тричі здобував золоті нагороди і двічі — бронзові. У 2000 році був обраний до символічної збірної світової першості. На Олімпійських іграх і чемпіонатах світу провів 69 поєдиноків (20 голів), а всього у складі збірної Чехії брав участь у 142 матчах (40 закинутих шайб).
Входить до почесного «Клубу хокейних стрільців» — списку найрезультативніших гравців збірної Чехії та національної ліги (384 голи). Із врахуванням виступів у Німеччині та Північній Америці, його доробок становить 1214 проведених матчів і 456 закинутих шайб у ворота суперників.

## Досягнення
- Олімпійський чемпіон (1): 1998
- Чемпіон світу (3): 1996, 2000, 2001
- Бронзовий призер чемпіонату світу (2): 1997, 1998
- Чемпіон Чехії (7): 1994, 1996, 1997, 1998, 1999, 2001, 2005
- Срібний призер чемпіонату Чехії (1): 2000
- Бронзовий призер чемпіонату Чехії (1): 2006

## Статистика
Сумарні показники за ігрову кар'єру в елітних лігах і національних збірних.